# Heerlijkheid Werle
De heerlijkheid Werle was een staat in het Heilige Roomse Rijk. Het ontstond na de eerste Mecklenburgse deling in 1234, na de dood van Hendrik Borwin II van Mecklenburg in 1227. 

## Territorium
De heerlijkheid Werle lag in het gebied rond Güstrow in de huidige deelstaat Mecklenburg-Voor-Pommeren en strekte zich naar het oosten uit tot aan het Müritzmeer. Het was vernoemd naar de toenmalige burcht Werle, tegenwoordig een deel van Kassow. De burcht bestaat niet meer, maar een steen markeert waar hij ooit gestaan heeft.

## Delingen
Het vorstelijk huis van Werle was een zijlinie van het huis Mecklenburg. Stamvader en eerste heer van Werle was Nicolaas I. Reeds onder zijn zonen werd de heerlijkheid verdeeld in 1277 in Werle-Güstrow en Werle-Parchim. Onder Nicolaas II werden de gebieden in 1292 weer verenigd. Zijn dood in 1316 leidde wederom tot een deling in Werle-Goldberg onder zijn zoon Johan III, terwijl Werle-Güstrow naar zijn broer Johan II ging. In 1337 splitste Werle-Waren zich van Werle-Güstrow af. Na de dood van Johan IV van Werle-Goldberg in 1374 werden Güstrow en Goldberg onder Bernard II weer verenigd.
Met de dood van Willem van Werle-Güstrow in 1436 zonder mannelijke nakomelingen viel het gebied terug aan de hoofdlinie van het huis Mecklenburg. Hij verenigde de landen van Werle en voerde sinds 1426 de titel vorst van Wenden, heer van Güstrow, Waren en Werle (Duits: Fürst zu Wenden, Herr zu Güstrow, Waren und Werle). De titel vorst van Wenden werd later door alle Mecklenburgse heersers gebruikt naast die van (groot)hertog van Mecklenburg.

## Heren
- 1227 – 1277: Nicolaas I, heer van Werle
- 1277 – 1291: Hendrik I, heer van Werle-Güstrow, zoon van Nicolaas I
- 1277 – 1283: Johan I, heer van Werle-Parchim, zoon van Nicolaas I
- 1277 – 1286: Bernard I,heer van Werle, zoon van Nicolaas I
- 1291 – 1307: Hendrik II, heer van Werle in Penzlin, zoon van Hendrik I
- 1283 – 1316: Nicolaas II, heer van heel Werle, zoon van Johan I
- 1316 – 1337: Johan II, heer van Werle-Güstrow, zoon van Johan I
- 1316 – 1350: Johan III, heer van Werle-Goldberg, zoon van Nicolaas II
- 1337 – 1360: Nicolaas III, heer van Werle-Güstrow, zoon van Johan II
- 1337 – 1382: Bernard II, heer van Werle-Waren, zoon van Johan II
- 1350 – 1354: Nicolaas IV, heer van Werle-Goldberg, zoon van Johan III
- 1360 – 1393: Laurens, heer van Werle-Güstrow, zoon van Nicolaas III
- 1360 – 1377: Johan V, heer van Werle-Güstrow, zoon van Nicolaas III
- 1382 – 1385/95: Johan VI, heer van Werle-Waren, zoon van Bernard II
- 1354 – 1374: Johan IV, heer van Werle-Goldberg, zoon van Nicolaas IV
- 1393 – 1421: Balthasar, heer Werle-Güstrow, zoon van Laurens
- 1393 – 1414: Johan VII, heer van Werle-Güstrow, zoon van Laurens
- 1393 – 1436: Willem, heer van Werle-Güstrow, vorst van Wenden, zoon van Laurens
- 1385/95 – 1408: Nicolaas V, heer van Werle-Waren, zoon van Johan VI
- 1385/95 – 1425: Christoffel, heer van Werle-Waren, vorst van Wenden, zoon van Johan VI